# 申思科
申思科（1526年—1577年），字登甫，别號文渊（文浻），河南開封府洧川縣人，民籍，明朝政治人物。

## 生平
隆庆四年（1570年）庚午科河南鄉試第五十二名舉人。隆慶五年（1571年）中式辛未科會試第三百六十九名，三甲第二百一十四名進士。户部觀政，授昆山县知县，萬曆五年（1577年）春擢南京大理寺评事，四月卒于官，享年五十二。

## 家族
曾祖申錫；祖父申通；父申山，母秦氏。永感下。